# Heinrich Ahlers
Johann Heinrich Ahlers (* 2. April 1905 in Bremen; † 18. August 1980 in Bremen) war ein  bremischer Politiker (NSDAP, KPD, DP, GDP, SPD). Er war Mitglied der Bremischen Bürgerschaft.

## Biografie

### Ausbildung und Beruf
Johann Heinrich Ahlers wurde am 2. April 1905 als Sohn des Schuhmachermeisters Johann Heinrich Ahlers und seiner Ehefrau Anna Margarete Charlotte geb. Oetjen in Bremen geboren.
Ahlers erlernte den Beruf eines Schumachers und war von 1931 bis 1936 selbständiger, orthopädischer Schumacher. Von 1936 bis 1945 war er hauptamtlicher Sekretär der Deutschen Arbeitsfront (DAF) als DAF-Kreistellenleiter.
Nach dem Zweiten Weltkrieg und der Internierung war er als Arbeiter und dann kaufmännischer Angestellter sowie seit 1954 im Öffentlichen Dienst tätig.

### Politik
Ahlers war laut Schreiben der Gestapo bis 1931 Mitglied der KPD gewesen und wurde dort wegen „parteischädigenden Verhaltens“ ausgeschlossen, bevor er 1933 der NSDAP beitrat (Mitgliedsnummer 2.828.916). Für die DAF war er seit 1936 als DAF-Kreisstellenleiter, DAF-Kreispropagandawalter und 1941/42 als Gauredner aktiv; er soll dabei nur sachliche und fachliche Anliegen der DAF vertreten haben.
Er wurde von Mai 1945 – Dezember 1946 als NS-Funktionsträger aufgrund „automatic arrest“ interniert und in Anwendung der Weihnachtsamnestie im Juni 1948 als Mitläufer entnazifiziert.
Von 1951 bis 1961 war er Mitglied der rechtsgerichteten Deutschen Partei (DP) und bis 1962 der Gesamtdeutschen Partei (GDP). Er wechselte dann zur SPD. Für die DP, GDP und SPD war er von 1951 bis 1963 rund 12 Jahre lang Mitglied der Bremischen Bürgerschaft und in verschiedenen Deputationen der Bürgerschaft tätig. Von 1951 bis 1955 und wieder von 1957 bis 1959 war er  Vizepräsident der Bürgerschaft.

### Privat
Ahlers war seit dem 9. Oktober 1937 mit der Verkäuferin Elise Sofie Anna geb. Kattau (1908–1979) verheiratet. Die Eheschließung fand in Bremen statt.
Heinrich Ahlers starb am 18. August 1980 um 02:00 Uhr im Krankenhaus St. Joseph-Stift Bremen im Alter von 75 Jahren. Er wohnte zuletzt in der Gevekohtstraße 7 in Bremen.